# Николаев, Леонид Владимирович (пианист)
Леони́д Влади́мирович Никола́ев (1 [13] августа 1878, Киев — 11 октября 1942, Ташкент) — русский советский пианист, композитор и педагог, Народный артист РСФСР (1938), доктор искусствоведения (1941).

## Биография
Учился игре на фортепиано у Владимира Пухальского и теории музыки у Евгения Рыба в Киевском музыкальном училище. В 1897 году поступил в Московскую консерваторию, которую окончил в 1900 по классу фортепиано Василия Сафонова, и, два года спустя, по классу композиции Сергея Танеева и Михаила Ипполитова-Иванова.
Как пианист впервые выступил в Москве в Кружке любителей русской музыки (1900), был активным его членом; участвовал также в «Музыкальных выставках», киевских (1904) и петербургских (1907) Вечерах современной музыки. Проработав некоторое время репетитором в Большом театре, Николаев занялся преподавательской деятельностью и начал сочинять музыку. Его произведения, получившие в то время известность, испытывали влияние русского классического наследия, в частности, музыки Чайковского, но были отмечены и оригинальностью, своеобразием композиторского почерка. С 1909 года преподавал фортепиано и композицию в Петербургской консерватории (с 1912 года — профессор). В середине 1930-х годов кратковременно занимал должность директора Ленинградской консерватории.
В 1942 году Николаев вместе с другими преподавателями консерватории был эвакуирован в Ташкент, где умер от брюшного тифа. Похоронен на городском кладбище. В 1952 году прах перезахоронен на Литераторских мостках.

## Творчество
Николаев — один из наиболее заметных представителей отечественной фортепианной школы первой половины XX века. Его исполнительская манера отмечена свободой, ясностью замысла, логикой и уравновешенностью исполнения, филигранной техникой. В репертуаре пианиста были сочинения от Бетховена до Рахманинова, он также был одним из первых пропагандистов творчества С. С. Прокофьева и Н. К. Метнера. Николаев-композитор ― наследник традиций русского реализма: его сочинения ― фортепианная, скрипичная и виолончельная сонаты, Вариации, Тарантелла, Сюита для двух фортепиано, три струнных квартета, романсы ― характеризуются мелодичностью, ясностью выражения, хорошим владением полифонией. Ему также принадлежат транскрипции органных работ Букстехуде и Пахельбеля, которые с успехом исполнялись его учениками.
Наибольшую известность Николаев получил как педагог. За годы преподавания в консерватории он воспитал ряд известных впоследствии музыкантов, среди которых — Владимир Софроницкий, Дмитрий Шостакович, Мария Юдина, Павел Серебряков, Натан Перельман, Александр Соковнин, Александр Крейн, Валериан Богданов-Березовский, Владимир Дешевов, Борис Гольц, Натан Фишман, Исаак Шварц и многие другие.

## Награды
- Орден Трудового Красного Знамени (03.06.1937) — за выдающиеся заслуги в области подготовки музыкальных кадров
- Народный артист РСФСР (21.02.1938).
- Заслуженный деятель искусств РСФСР.